# Protocolo de Minsk
El Protocolo de Minsk es un acuerdo para poner fin a la guerra del Dombás, firmado por representantes de Ucrania, la Federación Rusa, la República Popular de Donetsk (DNR) y la República Popular de Lugansk (LNR) el 5 de septiembre de 2014. Fue firmado después de extensas conversaciones en Minsk, la capital de Bielorrusia, bajo los auspicios de la Organización para la Seguridad y la Cooperación en Europa (OSCE). El acuerdo, que siguió a varios intentos previos para detener los combates en la región de Donbass en el este de Ucrania, implementó un alto el fuego inmediato. Sin embargo, el acuerdo falló en su objetivo de parar todos los combates en el este de Ucrania.

## Proceso y redacción del protocolo
El acuerdo fue formulado por el Grupo de Contacto Multilateral (“Trilateral”) sobre Ucrania, compuesto por representantes de Ucrania, Rusia y de la OSCE. El grupo se creó en junio como una forma de facilitar el diálogo y la resolución de la disputa en el este y el sur de Ucrania. Las reuniones del grupo, junto con representantes informales de las secesionistas Repúblicas Populares de Donetsk y Lugansk, tuvieron lugar el 31 de julio, 26 de agosto, 1 de septiembre y 5 de septiembre. Los detalles del acuerdo, firmado el 5 de septiembre, se asemejan en gran parte al plan de paz de quince puntos, propuesto por el presidente ucraniano Petró Poroshenko el 20 de junio. Los siguientes representantes firmaron el documento:
- La diplomática suiza y representante de la OSCE Heidi Tagliavini
- El expresidente de Ucrania y representante de Ucrania Leonid Kuchma
- El embajador ruso en Ucrania y representante ruso Mijaíl Zurábov
- Los líderes de DNR y LNR Alexánder Zajárchenko e Ígor Plotnitski

## El protocolo
El texto del protocolo consiste en doce puntos:
1. Asegurar un alto al fuego bilateral inmediato.
2. Garantizar la supervisión y verificación del alto al fuego por la OSCE.
3. Una descentralización del poder, incluso a través de la aprobación de una ley ucraniana sobre «arreglos provisionales de gobernación local en algunas zonas de los Óblasts (regiones) de Donetsk y Lugansk» («ley sobre el estatuto especial»).
4. Asegurar la monitorización permanente de la frontera ruso-ucraniana y su verificación por la OSCE, a través de la creación de zonas de seguridad en las regiones fronterizas entre Ucrania y la Federación Rusa.
5. Liberación inmediata de todos los secuestrados y de todas las personas detenidas ilegalmente.
6. Una ley sobre la prevención de la persecución y el castigo de las personas relacionadas con los hechos que han tenido lugar en algunas áreas de los Óblasts de Donetsk y Lugansk, excepto en los casos de delitos que sean considerados graves.
7. La continuación del diálogo nacional inclusivo.
8. Toma de medidas para mejorar la situación humanitaria en la región de Donbass, en el este de Ucrania.
9. Garantizar la realización anticipada de elecciones locales, en conformidad con la ley ucraniana (acordada en este protocolo) sobre «los arreglos provisionales de gobierno local en algunas áreas de los Óblasts de Donetsk y de Lugansk» («ley sobre el estatuto especial»).
10. Retirada de los grupos armados ilegales, equipo militar, así como de los combatientes y de los mercenarios de Ucrania.
11. Aprobación del programa de recuperación económica y reconstrucción de la región de Donbass, en el este de Ucrania.
12. Garantizar la seguridad personal de los participantes en las negociaciones.

## Memorando suplementario
En las dos semanas después de la firma del Protocolo de Minsk, hubo violaciones frecuentes del alto el fuego, por ambas partes en el conflicto. Las conversaciones continuaron en Minsk. Un seguimiento de este protocolo fue acordado el 19 de septiembre de 2014. El memorándum resultante ha clarificado la aplicación del protocolo. Entre las medidas de pacificación acordadas, se incluyeron las siguientes:
- Retirada de todo el armamento pesado, 15 km detrás de la línea de contacto, por parte de cada lado del conflicto, para crear una zona desmilitarizada de 30 km.
- Prohibición de las operaciones ofensivas.
- Prohibición de los vuelos de aviones de combate sobre la zona de seguridad.
- Retirada de todos los mercenarios extranjeros de la zona de conflicto.
- Configuración de una misión de la OSCE para supervisar la aplicación del Protocolo de Minsk.

El 26 de septiembre, los miembros del Grupo de Contacto Trilateral sobre Ucrania se reunieron de nuevo para discutir la delimitación de la zona de amortiguamiento de donde el armamento pesado sería eliminado por las partes implicadas en el conflicto. La línea de demarcación entre la DNR y Ucrania fue acordada entre representantes de la DNR y negociadores ucranianos, según el vice primer ministro de Ucrania, Vitali Yarema. El 2 de diciembre de 2014, el parlamento ucraniano modificó unilateralmente la «ley sobre el estatuto especial» propuesta en el Protocolo de Minsk, aunque el parlamento ucraniano ha aprobado ciertos aspectos de la ley que fue acordada en Minsk, como parte del acuerdo de alto fuego.

## Eficacia
Después de la firma del memorando, la tercera batalla por el Aeropuerto Internacional de Donetsk estalló, y ambas partes continuaron acusándose mutuamente de violaciones del alto el fuego. El Aeropuerto Internacional de Donetsk está cerrado a todo el tráfico desde el 26 de mayo de 2014, a causa de los combates entre las fuerzas del nuevo gobierno de Ucrania y los separatistas prorrusos. En el final de octubre, el primer ministro de la DNR, negociador y signatario del Protocolo de Minsk Alexánder Zajárchenko ha dicho que las fuerzas bajo su control volverían a tomar el territorio que habían perdido a las fuerzas gubernamentales ucranianas durante la ofensiva de julio por parte de las fuerzas fieles al Gobierno de Ucrania, y que las fuerzas de la DNR estarían dispuestas a combatir en batallas «pesadas» para lograr sus objetivos. Posteriormente, Zajárchenko dijo que había sido malinterpretado, y que él había querido decir que estas áreas serían recuperadas a través de «medios pacíficos». Durante su campaña en el período previo a las elecciones generales de Donbass, conducidas por la DNR y la LNR, en presunta violación del Protocolo de Minsk, Zajárchenko dijo: «Estos son tiempos históricos. ¡Estamos creando un nuevo país! Es una meta loca». El presidente de la OSCE Didier Burkhalter confirmó que las elecciones quedaron «en contra de la letra y el espíritu del Protocolo de Minsk», y dijo que iban a «complicar aún más su aplicación».
Hablando el 5 de diciembre, el ministro de Relaciones Exteriores ruso Serguéi Lavrov dijo que las elecciones generales en DNR y las elecciones generales en LNR, realizadas el 2 de noviembre de 2014, estaban «exactamente dentro del rango en el que se habían negociado en Minsk» y que el parlamento ucraniano supuestamente tendría que aprobar un proyecto de ley de amnistía a los líderes de DNR y LNR después de las elecciones parlamentarias de Ucrania en octubre de 2014. Según Lavrov, una vigilancia más estrecha de la frontera ruso-ucraniana, como lo específica el Protocolo de Minsk, solo podría tener lugar después de que una ley de este tipo de amnistía fuese aprobada. Señaló que anteriormente había pensado que un decreto presidencial emitido en el 16 de septiembre, que presuntamente prohíbe la persecución de los combatientes separatistas en Donbass, sería para respetar por el gobierno ucraniano, pero dijo que «un proyecto de ley ha sido presentado proponiendo la revocación» de ese decreto.
Una fase siguiente de las conversaciones de paz que se celebran en Minsk fue suspendida el 26 de diciembre de 2014. Sin embargo, ambas partes confirmaron que, después de horas de negociaciones, se pusieron de acuerdo para el intercambio de prisioneros, involucrando al menos 375 prisioneros de ambos lados.
El 7 de diciembre de 2022, la excanciller alemana Angela Merkel reconoció, en una entrevista al diario alemán Die Zeit, que los acuerdos de Minsk se firmaron con el único objetivo de dar tiempo a Ucrania para rearmarse y fortalecerse. Y «ese país usó ese tiempo para volverse más fuerte, como se puede ver hoy» además Merkel añadió que en ese momento Rusia tenía la capacidad de «aplastar fácilmente» a Ucrania. «Dudo mucho que en ese tiempo los países de la OTAN podrían haber hecho tanto como hoy para ayudar a Ucrania».